# Спасская башня (Новгородский детинец)
Спасская башня — проездная башня Новгородского детинца, строение конца XV века.

## Описание
Башня шестиярусная, в плане представляет собой вытянутый прямоугольник 15 × 8,3 м. Ширина проезда — 3 м. Высота стен — 19 м, а толщина стен на уровне второго яруса — 2 м. Венчает башню пятнадцатиметровый шатёр с дозорной вышкой, восстановленный по описаниям XVII века. Южный фасад декорирован тремя круглыми розетками и орнаментальным поясом из ромбиков. Проезд закрыт решёткой. На второй ярус вела лестница в толще стены. Верхние башни служили боевым целям. Перекрытия внутри башни отсутствуют. К северному фасаду примыкают законсервированные остатки церкви Спаса Преображения, обнаруженные раскопками в 1957 году. Их верхняя часть перекрыта монолитной плитой.

## Расположение

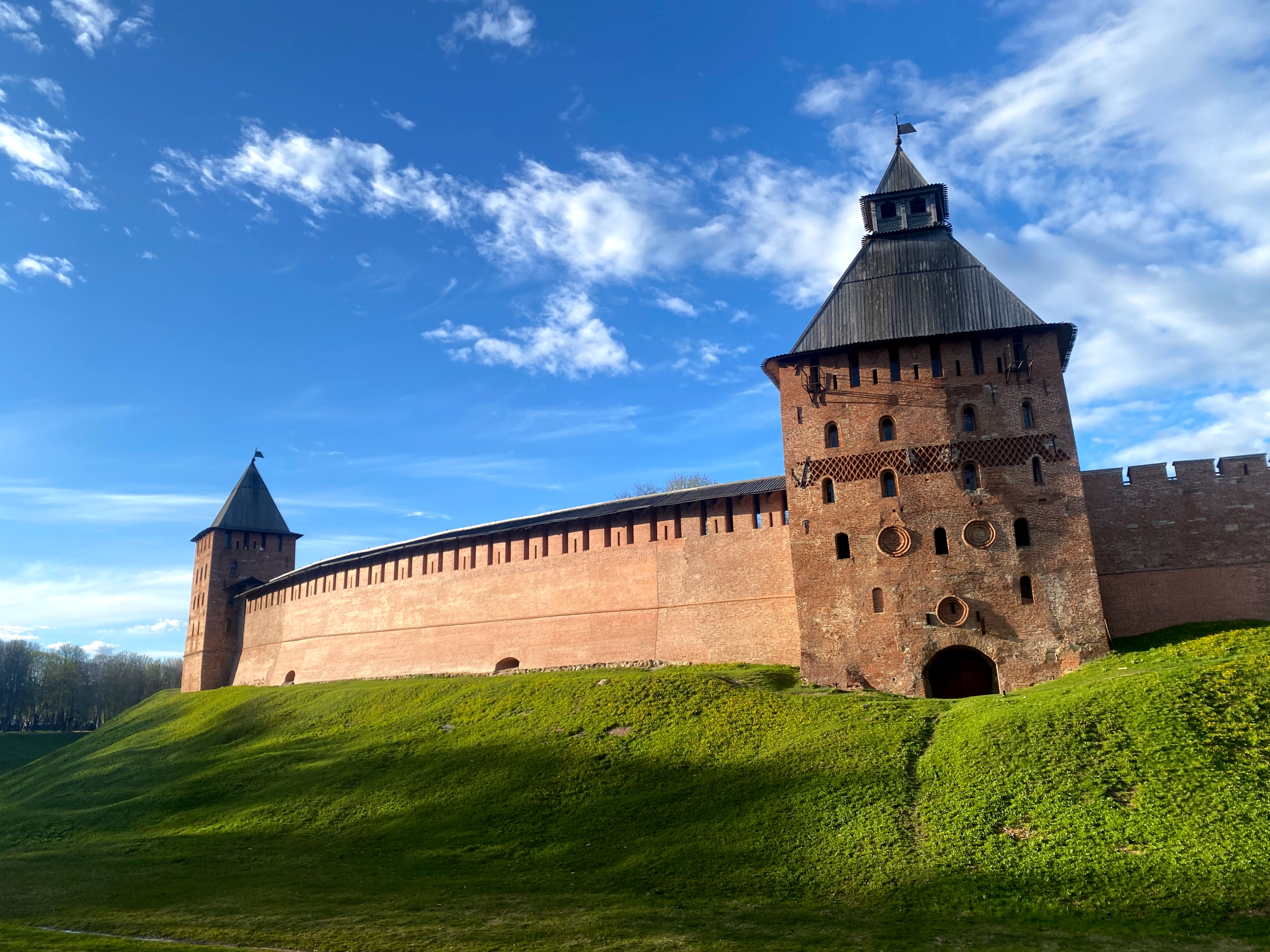
Вид на Новгородский детинец со стороны Спасской башни.

Башня расположена в южной части Кремля. Наружный фасад башни значительно выдаётся из плоскости кремлёвских стен, а внутренний сливается в одну линию с внешним фасадом крепостных 
стен.

## История
Своё название башня получила от церкви Спаса Преображения на воротах. Впервые основана в 1297 году, а по мнению академика В. Л. Янина — в 1294 году. Сохранившаяся же до наших дней башня построена в конце XV века при работах по обновлению детинца.
Из Детинца через проезжую Спасскую башню в Людин конец выходила улица Пискупля (Епископская), переходившая затем в улицу Добрыня. Проезжая часть её была засыпана, очевидно, в XVIII веке и была раскрыта раскопками в 1937 году.
В XVII веке башня вошла в ансамбль Воеводского двора. Была перестроена Спасская церковь, к ней пристроена трапезная палата, а с северо-востока каменная звонница. В XVIII веке надвратная церковь была разрушена. В XIX веке на месте примыкания церкви к башне был выстроен арочный проём, а к башне пристроили деревянную часовню, которую в 1850 году заменили каменной двухэтажной пристройкой со Спасской часовней, освящённой во имя Всемилостивого Спаса, и часовней Живоносного источника.
В 1914—1915 гг. и в 1938 году на башне приводились ремонтные работы. Во время Великой Отечественной войны был разрушен деревянный шатёр башни, при том, что каменная часть практически не пострадала. В 1946—1947 годах по проекту А. В. Воробьёва, и проведённых археологических раскопок под руководством M.X. Алешковского башня была восстановлена в облике XV века, двухэтажная пристройка XVII века с двумя часовнями была разобрана.
30 апреля 1991 года упал участок стены у Спасской башни, а немного спустя, в ночь с 3 на 4 мая, рядом обрушилась ещё часть стены между Спасской и Княжей башней. В 1994—1996 гг, вместо обрушившегося фрагмента стены между Спасской и Княжей башнями был возведён новый.
Башня изображена на пятирублёвой российской банкноте.

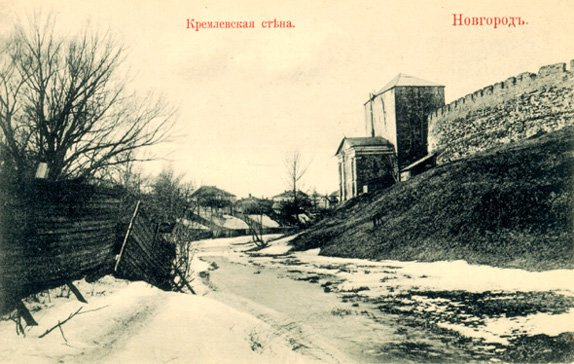
Спасская башня с часовней (1913)
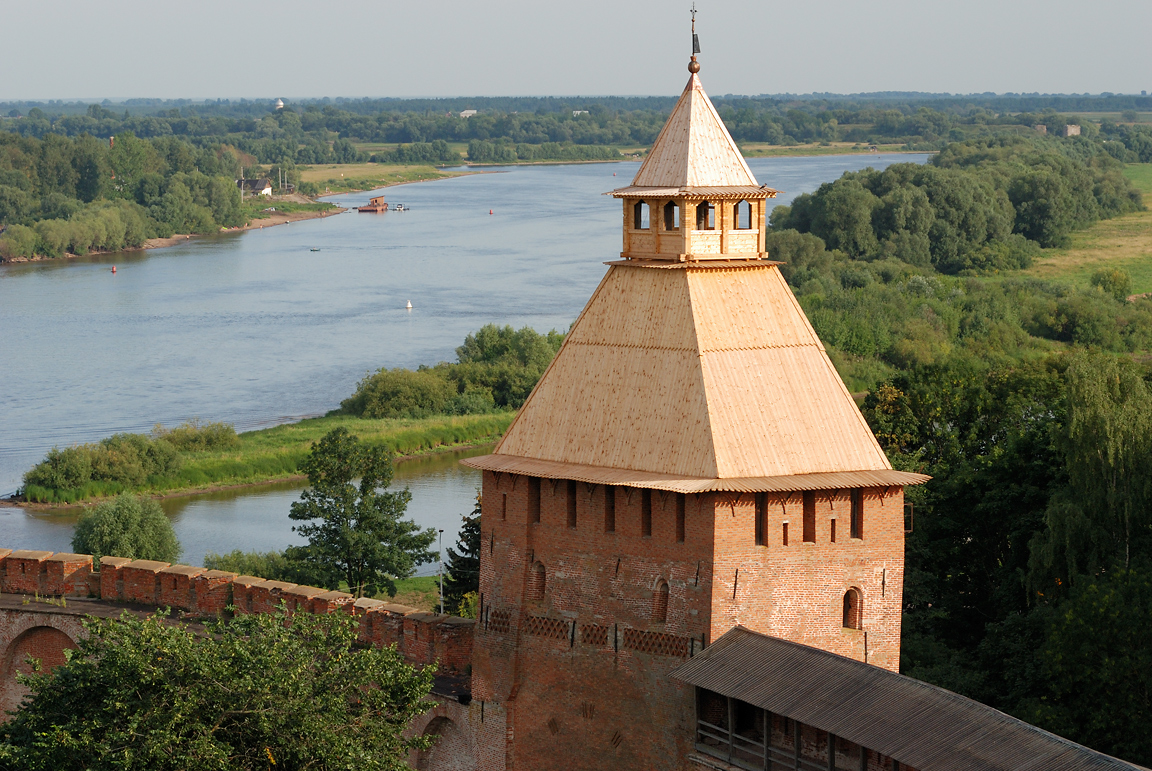
Вид на Спасскую башню с башни Кокуй
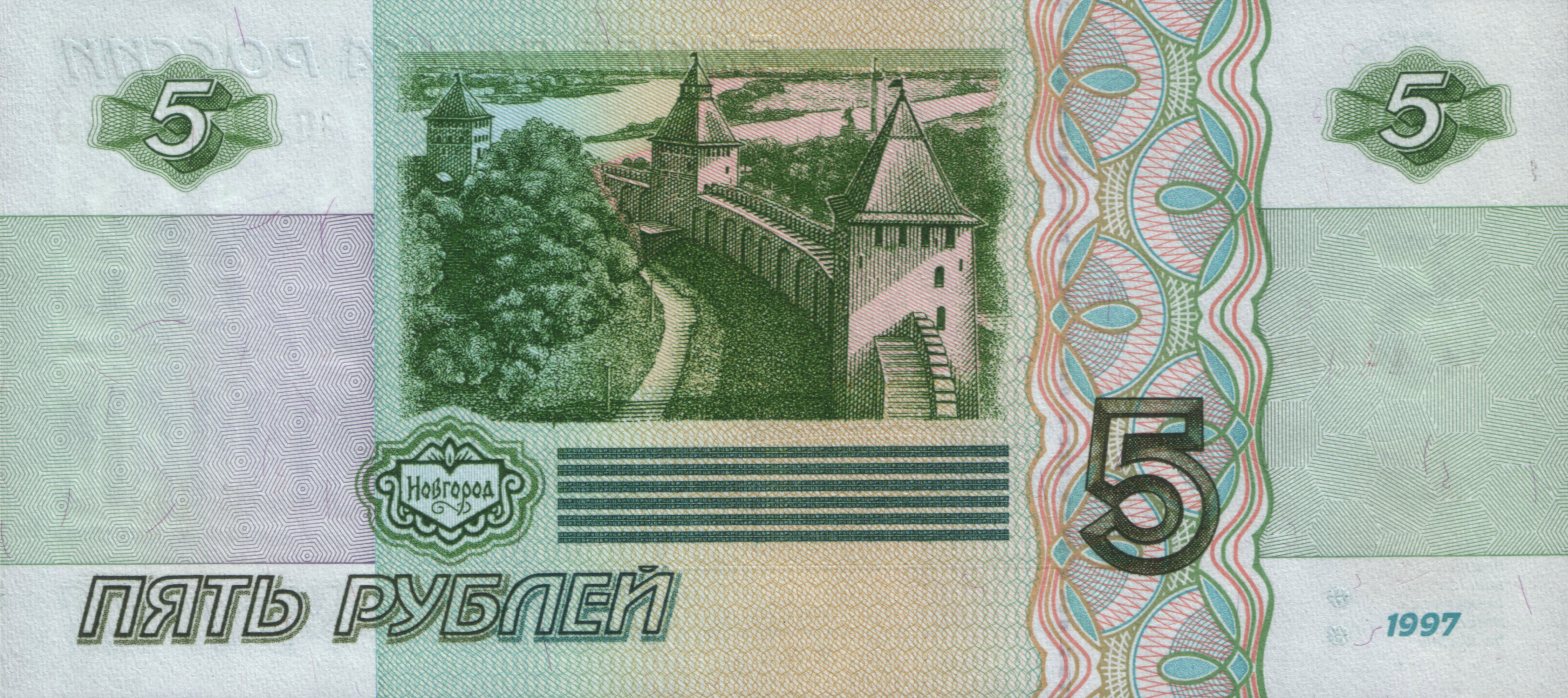
Банкнота в 5 рублей

## Культурное наследие
30 августа 1960 года постановлением Совета Министров РСФСР № 1327 «О дальнейшем улучшении дела охраны памятников в РСФСР» ансамбль Новгородского кремля принят под охрану как памятник государственного значения.
В 1992 году Решением юбилейного заседания Комитета Всемирного наследия ЮНЕСКО архитектурный ансамбль Новгородского кремля включён в Список Всемирного наследия.